# Amenophis-Feste
Die Amenophis-Feste existierten bis zur 20. Dynastie als Kult des vergöttlichten Königs Amenophis I., den die Ägypter zu den Ehrentagen von Amenophis I. zelebrierten. Zunächst eröffnete der Monat Phamenoth mit dem „großen Fest des Königs Amenophis“ die Fest-Triade, gefolgt vom Monat Februar mit dem Totenfest „Erscheinen des Königs Amenophis“; den Abschluss bildete der Monat Epiphi mit dem „Krönungsfest des Königs Amenophis“.
Die einzelnen Amenophis-Feste wurden im Tempel des Amun-Re in der Arbeitersiedlung Deir el-Medina ausgerichtet.

## Fest-Termine
Das „große Fest des Königs Amenophis“ und „Krönungsfest des Königs Amenophis“ zählte zu den beweglichen Festen, da sie an den bürgerlichen Mondkalender beziehungsweise ägyptischen Hauptkalender geknüpft waren, während das Totenfest „Erscheinen des Königs Amenophis“ dagegen am tatsächlichen Todestag gefeiert wurde. Aus der 20. Dynastie sind bisher folgende Festdaten belegt:
| Amenophis-Festdaten               |                            |                           |                           |                   |
| Name                              | Ägyptisches Datum          | Bürgerlicher Mondkalender | Gregorianischer Kalender  | Anmerkungen       |
| Großes Fest des Königs Amenophis  |                            |                           |                           |                   |
| Ramses VI.                        | 26. Peret III 1139 v. Chr. | 1. Phamenoth              | 14. Dezember 1139 v. Chr. | 7. Regierungsjahr |
| Erscheinen des Königs Amenophis   |                            |                           |                           |                   |
| Ramses X.                         | 27. Schemu I 1106 v. Chr.  | 17. Pachon                | 5. Februar 1106 v. Chr.   | 3. Regierungsjahr |
| Krönungsfest des Königs Amenophis |                            |                           |                           |                   |
| Ramses X.                         | 9. Schemu III 1106 v. Chr. | 1. Epiphi                 | 19. März 1106 v. Chr.     | 3. Regierungsjahr |